# Cideina
Cideina es un género de foraminífero bentónico de la subfamilia Lepidorbitoidinae, de la familia Lepidorbitoididae, de la superfamilia Orbitoidoidea, del suborden Rotaliina y del orden Rotaliida. Su especie tipo es Cideina soezerii. Su rango cronoestratigráfico abarca el Maastrichtiense (Cretácico superior).

## Clasificación
Cideina incluye a la siguiente especie:
- Cideina soezerii †